# Hyvinkää Falcons 2014
Questa voce raccoglie le informazioni riguardanti gli Hyvinkää Falcons nelle competizioni ufficiali della stagione 2014.

## Maschile

### I-divisioona 2014

#### Pre-stagione
| Jyväskylä 10 maggio 2014, ore 17:00 Week 1 | Jyväskylä Jaguaarit | 6 – 16 (0-0 0-9 6-0 0-7) referto | Hyvinkää Falcons | Viitaniemen liikuntapuisto (100 spett.)\| Arbitro: \| J. Korpela \| |
| Arbitro:                                   | J. Korpela          |                                  |                  |                                                                     |

| Hyvinkää 17 maggio 2014, ore 14:00 Week 2 | Hyvinkää Falcons | 35 – 0 (14-0 7-0 7-0 7-0) referto | Oulu Northern Lights | Kankurin Liikuntapuisto (150 spett.)\| Arbitro: \| K. Parkkali \| |
| Arbitro:                                  | K. Parkkali      |                                   |                      |                                                                   |

#### Stagione regolare
| Hyvinkää 15 giugno 2014, ore 14:00 1ª giornata | Hyvinkää Falcons | 0 – 20 (0-0 0-13 0-0 0-7) referto | Wasa Royals | Kankurin Liikuntapuisto (232 spett.)\| Arbitro: \| Kalliokoski \| |
| Arbitro:                                       | Kalliokoski      |                                   |             |                                                                   |

| Hyvinkää 5 luglio 2014, ore 14:00 3ª giornata | Hyvinkää Falcons | 20 – 14 (0-0 14-0 0-14 6-0) referto | Tampere Saints | Kankurin Liikuntapuisto\| Arbitro: \| Immonen \| |
| Arbitro:                                      | Immonen          |                                     |                |                                                  |

| Oulu 12 luglio 2014, ore 14:00 4ª giornata | Oulu Northern Lights | 6 – 27 (0-7 0-6 0-7 6-7) referto | Hyvinkää Falcons | Castrenin urheilukeskus (196 spett.) |

| Jyväskylä 19 luglio 2014, ore 17:00 5ª giornata | Jyväskylä Jaguaarit | 28 – 27 (0-7 6-0 14-7 8-13) referto | Hyvinkää Falcons | Viitaniemen liikuntapuisto (138 spett.)\| Arbitro: \| Tahtinen \| |
| Arbitro:                                        | Tahtinen            |                                     |                  |                                                                   |

| Vaasa 27 luglio 2014, ore 14:15 6ª giornata | Wasa Royals | 14 – 15 (0-0 14-6 0-0 0-9) referto | Hyvinkää Falcons | Kaarlen kenttä (1052 spett.)\| Arbitro: \| H. Nikula \| |
| Arbitro:                                    | H. Nikula   |                                    |                  |                                                         |

| Tampere 9 agosto 2014, ore 16:00 8ª giornata | Tampere Saints | 35 – 28 (7-7 14-0 7-7 7-14) referto | Hyvinkää Falcons | Pyynikin urheilukenttä (275 spett.)\| Arbitro: \| M. Enonkoski \| |
| Arbitro:                                     | M. Enonkoski   |                                     |                  |                                                                   |

| Hyvinkää 16 agosto 2014, ore 14:00 9ª giornata | Hyvinkää Falcons | 35 – 0 (7-0 7-0 21-0 0-0) referto | Oulu Northern Lights | Kankurin Liikuntapuisto (238 spett.)\| Arbitro: \| Immonen \| |
| Arbitro:                                       | Immonen          |                                   |                      |                                                               |

| Hyvinkää 23 agosto 2014, ore 14:00 10ª giornata | Hyvinkää Falcons | 21 – 31 (7-6 7-6 7-6 0-13) referto | Jyväskylä Jaguaarit | Kankurin Liikuntapuisto (218 spett.)\| Arbitro: \| K. Parkkali \| |
| Arbitro:                                        | K. Parkkali      |                                    |                     |                                                                   |

#### Playoff
| Tampere 30 agosto 2014, ore 17:00 Semifinale | Tampere Saints | 13 – 31 (7-10 6-7 0-7 0-7) referto | Hyvinkää Falcons | Pyynikin urheilukenttä (310 spett.)\| Arbitro: \| M. Enonkoski \| |
| Arbitro:                                     | M. Enonkoski   |                                    |                  |                                                                   |

| Vaasa 7 settembre 2014, ore 14:15 Spagettimalja | Wasa Royals  | 34 – 27 (14-0 7-20 6-7 7-0) referto | Hyvinkää Falcons | Kaarlen kenttä (2055 spett.)\| Arbitro: \| M. Enonkoski \| |
| Arbitro:                                        | M. Enonkoski |                                     |                  |                                                            |

### Statistiche di squadra
| Competizione      | %Vittorie | In casa | In casa | In casa | In casa | In casa | In casa | In trasferta | In trasferta | In trasferta | In trasferta | In trasferta | In trasferta | Totale | Totale | Totale | Totale | Totale | Totale |
| Competizione      | %Vittorie | G       | V       | N       | P       | Pf      | Ps      | G            | V            | N            | P            | Pf           | Ps           | G      | V      | N      | P      | Pf     | Ps     |
| ----------------- | --------- | ------- | ------- | ------- | ------- | ------- | ------- | ------------ | ------------ | ------------ | ------------ | ------------ | ------------ | ------ | ------ | ------ | ------ | ------ | ------ |
| Pre-stagione      | 1.000     | 1       | 1       | 0       | 0       | 35      | 0       | 1            | 1            | 0            | 0            | 16           | 6            | 2      | 2      | 0      | 0      | 51     | 6      |
| Stagione regolare | .500      | 4       | 2       | 0       | 2       | 76      | 65      | 4            | 2            | 0            | 2            | 97           | 83           | 8      | 4      | 0      | 4      | 173    | 148    |
| Playoff           | .500      | 0       | 0       | 0       | 0       | 0       | 0       | 2            | 1            | 0            | 1            | 58           | 47           | 2      | 1      | 0      | 1      | 58     | 47     |
| Totale            | .583      | 5       | 3       | 0       | 2       | 111     | 65      | 7            | 4            | 0            | 3            | 171          | 136          | 12     | 7      | 0      | 5      | 282    | 201    |

### Statistiche personali

#### Marcatori
| Giocatore     | Ruolo | TD rush | TD recv | TD int | TD p.ret | TD k.ret | TD oth | Xp1    | Xp2   | FG    | Saf   | Totale |
| ------------- | ----- | ------- | ------- | ------ | -------- | -------- | ------ | ------ | ----- | ----- | ----- | ------ |
| A. Miettinen  |       | 1+1+2   | 0       | 0      | 0        | 0        | 0      | 7+17+7 | 0     | 0+1+1 | 0     | 61     |
| V. Rontu      |       | 0       | 0+3+1   | 0+1+0  | 0        | 0        | 0+1+0  | 0      | 0     | 0     | 0     | 36     |
| P. Sekki      |       | 1+4+0   | 0+0+1   | 0      | 0        | 0        | 0      | 0      | 0     | 0     | 0     | 36     |
| K. Piela      |       | 0       | 2+3+0   | 0      | 0        | 0        | 0      | 0      | 0     | 0     | 0     | 30     |
| R. Matey      |       | 0+3+1   | 0       | 0      | 0        | 0        | 0      | 0      | 1+0+0 | 0     | 0     | 26     |
| K. Koljonen   |       | 0       | 4       | 0      | 0        | 0        | 0      | 0      | 0     | 0     | 0     | 24     |
| J. Hamalainen |       | 0       | 2+0+0   | 0      | 0        | 0        | 0      | 0      | 0     | 0     | 0     | 12     |
| T. Hietamaki  |       | 1       | 1       | 0      | 0        | 0        | 0      | 0      | 0     | 0     | 0     | 12     |
| D. Puha       |       | 0       | 0+0+2   | 0      | 0        | 0        | 0      | 0      | 0     | 0     | 0     | 12     |
| T. Asikainen  |       | 0       | 1       | 0      | 0        | 0        | 0      | 0      | 0     | 0     | 0     | 6      |
| J. Blom       |       | 0       | 0+0+1   | 0      | 0        | 0        | 0      | 0      | 0     | 0     | 0     | 6      |
| A. Kaitera    |       | 0       | 0       | 0      | 0        | 0        | 1+0+0  | 0      | 0     | 0     | 0     | 6      |
| J. Kontiainen |       | 0       | 0       | 0      | 0        | 0        | 1+0+0  | 0      | 0     | 0     | 0     | 6      |
| R. Lempio     |       | 0       | 0       | 0      | 0        | 0        | 1      | 0      | 0     | 0     | 0     | 6      |
| Team          |       | 0       | 0       | 0      | 0        | 0        | 0      | 0      | 0     | 0     | 1+0+0 | 2      |

#### Passer rating
| Giocatore  | G     | Att      | Comp     | Int   | Yds        | TD     | NFL   | NCAA   |
| ---------- | ----- | -------- | -------- | ----- | ---------- | ------ | ----- | ------ |
| R. Matey   | 0+8+1 | 0+230+16 | 0+117+13 | 0+7+0 | 0+1280+143 | 0+12+2 | 77,34 | 114,53 |
| J. Seppala | 0+2   | 0+4      | 0+2      | 0+1   | 0+14       | 0+0    |       |        |

## Femminile

### Naisten I-divisioona 2014

#### Stagione regolare
| Hyvinkää 17 maggio 2014, ore 12:00 1ª giornata | Hyvinkää Falcons | 34 – 6 | Hämeenlinna Huskies | Kankurin kenttä |

| Kouvola 25 maggio 2014, ore 14:00 2ª giornata | Kouvola Indians | 18 – 16 | Hyvinkää Falcons | Kuusankosken urheilupuisto |

| Kuopio 14 giugno 2014, ore 12:00 4ª giornata | Kuopio Steelers | 33 – 6 | Hyvinkää Falcons | Väinölänniemen stadion |

| Hyvinkää 29 giugno 2014, ore 13:00 Recupero 3ª giornata | Hyvinkää Falcons | 8 – 6 | Porvoon Butchers | Kankurin kenttä |

| Joensuu 6 luglio 2014, ore 12:00 5ª giornata | Joensuu Wolves | 36 – 20 | Hyvinkää Falcons | Koilispuiston Tekonurmi |

| Hyvinkää 12 luglio 2014, ore 15:00 6ª giornata | Hyvinkää Falcons | 0 – 32 | Tampere Saints | Kankurin kenttä |

| Mikkeli 20 luglio 2014, ore 12:30 7ª giornata | Mikkeli Bouncers | 20 – 6 | Hyvinkää Falcons | Urpolan tekonurmi |

### Statistiche di squadra
| Competizione      | %Vittorie | In casa | In casa | In casa | In casa | In casa | In casa | In trasferta | In trasferta | In trasferta | In trasferta | In trasferta | In trasferta | Totale | Totale | Totale | Totale | Totale | Totale |
| Competizione      | %Vittorie | G       | V       | N       | P       | Pf      | Ps      | G            | V            | N            | P            | Pf           | Ps           | G      | V      | N      | P      | Pf     | Ps     |
| ----------------- | --------- | ------- | ------- | ------- | ------- | ------- | ------- | ------------ | ------------ | ------------ | ------------ | ------------ | ------------ | ------ | ------ | ------ | ------ | ------ | ------ |
| Stagione regolare | .286      | 3       | 2       | 0       | 1       | 42      | 44      | 4            | 0            | 0            | 4            | 48           | 107          | 7      | 2      | 0      | 5      | 90     | 151    |
| Totale            | .286      | 3       | 2       | 0       | 1       | 42      | 44      | 4            | 0            | 0            | 4            | 48           | 107          | 7      | 2      | 0      | 5      | 90     | 151    |